# 외나무 다리
《외나무 다리》는 한국에서 제작된 강대진 감독의 1962년 영화이다. 김지미 등이 주연으로 출연하였고 정진모 등이 제작에 참여하였다.

## 출연

### 주연
- 김지미
- 최무룡
- 김승호

## 기타
- 조명: 고해진
- 미술: 김유준